# Мечетка (приток Большой)
Мечетка (Мечетная) — река в России, протекает в Ростовской области.

## География
Устье реки находится в 80 км по левому берегу реки Большая. Длина реки составляет 55 км, площадь водосборного бассейна 290 км².
Вторым притоком реки Большой является Нагольная, и, по мнению исследователей, ее нужно считать главной рекой. В верховьях реки Мечетки есть свежепромытый водоток и терраса небольших размеров.

## Описание
В летний период года, когда количество осадков уменьшается, река Мечетка постепенно пересыхает. На ее берегах растут вербы, камыш и тополи. Территориально река берет свое начало от хутора Пономарева с юго-западной стороны и проходит до села Усть-Мечетка, пересекая хутора Смолин и Талловерово. Затем впадает в реку Большую. Самые глубокие участки устья реки местное население называет жемчужинами. Берега реки — популярное место отдыха для жителей всех близлежащих хуторов и сел. Со временем река стала все больше мелеть — это связывают с сельскохозяйственной деятельностью человека. По состоянию на 1986 год, берега реки Мечетки занимают территорию колхоза «Рассвет» и откормсовхоза «Киевский». В месте, где река Мечетная протекает вблизи села Талловерово, ее отличает достаточная глубина и количество воды для поливов колхозной плантации. Русло реки постепенно стало заболачиваться, зарастать камышом и осокой.
В 2008 году были организованы и профинансированы мероприятия из областного бюджета на очистку реки. 86 миллионов рублей — объем средств, который был выделен для того, чтобы очистить реку Кундрючью, Мечетку, Темерник, Малую Куберле, и старое русло Дона.

## Данные водного реестра
По данным государственного водного реестра России относится к Донскому бассейновому округу, водохозяйственный участок реки — Калитва, речной подбассейн реки — Северский Донец (российская часть бассейна). Речной бассейн реки — Дон (российская часть бассейна).
Код объекта в государственном водном реестре — 05010400612107000014392.